# Real Songs on Real Instruments
Real Songs on Real Instruments är ett album av gruppen The Refreshments, utgivet 2001.

## Låtlista
1. "I Should Be Lovin' This" - 2:27
2. "One Dance, One Rose, One Kiss" - 3:18
3. "Supreme Queen of Southern Charm" - 4:32
4. "Me 'n' My Baby" - 3:28
5. "Someplace Where It's Monday" - 5:04
6. "Where Is Love" - 3:57
7. "Baby I Don't Care" - 3:31
8. "Starstruck" - 3:37
9. "One to Ten" - 4:17
10. "The Ways of a Man in Love" - 3:24
11. "Lifetime of Guilt" - 3:19
12. "Modern Man" - 3:31
13. "The Pinup Girl" - 3:56
14. "Stubborn Heart" - 3:41

## Listplaceringar
| Lista (2001) | Topplacering |
| ------------ | ------------ |
| Sverige      | 11           |

### Fotnoter
1. ↑  ”Real Songs on Real Instruments”. Swedishcharts. 6 mars 2001. http://swedishcharts.com/showitem.asp?interpret=The+Refreshments&titel=Real+Songs+On+Real+Instruments&cat=a. Läst 19 oktober 2014.